# Mert Çetin
Yıldırım Mert Çetin (* 1. Januar 1997 in Çankaya) ist ein türkischer Fußballspieler. Er steht bei Hellas Verona unter Vertrag und ist an Adana Demirspor verliehen.

## Karriere

### Verein
Çetin kam in der Ortschaft Çankaya, eine Gemeinde und gleichzeitig Stadtteil der zentralanatolischen Großstadtkommune Ankara, auf die Welt. Mit dem Vereinsfußball begann er in der Nachwuchsabteilung von Gençlerbirliği Ankara. Im Sommer 2015 wechselte Çetin zum Farmteam Hacettepe SK, wo er einen Profivertrag abschloss. In der gleichen Transferperiode wurde er auf Leihbasis zurück zu Gençlerbirliği Ankara für eine Spielzeit verliehen. Dort kam der unter 20-jährige Çetin nur in der Reservemannschaft (Gençlerbirliği Ankara U21) zum Einsatz. Zur Saison 2016/17 kehrte er zu seinem Profistammverein Hacettepe SK zurück und absolvierte 31 Pflichtspiele.
Im August 2017 wechselte Çetin erneut zu seinem Jugendverein Gençlerbirliği Ankara zurück, aber diesmal fest und als Profispieler. Er spielte anfänglich erneut für die Reservemannschaft, aber im Herbst 2017 stieg Çetin in die Profimannschaft auf, welche in der Süper Lig, der höchsten türkischen Spielklasse, spielte. Er gab im türkischen Pokal in der Pokalpartie vom 25. Oktober 2017 gegen Tuzlaspor sein Spieldebüt für die Profimannschaft, später in der Ligapartie vom 19. November 2017 gegen Kayserispor gab er sein Süper-Lig-Profidebüt. Nach dem Abstieg 2018 in die Zweitklassigkeit, TFF 1. Lig, avancierte Çetin in der Profimannschaft zum Stammspieler und spielte um den direkten Wiederaufstieg bzw. die Zweitligameisterschaft.
Laut türkischen Medienberichten im März 2019 interessierten sich der türkische Traditionsverein und Erstligist Trabzonspor und die Talentscouts vom französischen Erstligisten OSC Lille für ihn, um ihn für die nächste Spielzeit zu verpflichten.
Nachdem direkten Wiederaufstieg im Mai 2019 mit Gençlerbirliği in die Süper Lig, woran er maßgeblich beteiligt war, wechselte der 22-jährige Çetin im August 2019 für eine Ablösesumme in Höhe von drei Millionen Euro zum italienischen Erstligisten und Traditionsverein AS Rom und unterzeichnete bei denen einen Fünfjahresvertrag. Im Oktober 2019 bestritt Çetin beim 2:1-Sieg gegen AC Mailand sein Serie-A-Spieldebüt. In seiner ersten Saison bei den Römern kam er zu sechs Ligaeinsätzen.
Zur Spielzeit 2020/21 wurde Çetin im August 2020 an den Ligakonkurrenten Hellas Verona verliehen inklusive einer Kaufoption, um dort „mehr Spielpraxis zu sammeln“. Diese Kaufoption zog der Verein aus Verona. Im Januar 2022 wurde er bis Saisonende an Kayserispor ausgeliehen.

### Nationalmannschaft
Çetin begann seine Nationalmannschaftskarriere im September 2018 mit einem Einsatz für die türkische U21-Nationalmannschaft in der Qualifikation zur U21-Europameisterschaft 2019.
Nach seinem Vereinswechsel nach Italien zu AS Rom nominierte der türkische A-Nationaltrainer Şenol Güneş im August 2019 ihn erstmals in die türkische A-Nationalmannschaft für die Qualifikationsspiele zur Europameisterschaft 2020. Im letzten Qualifikationsspiel gegen Andorra kam der 22-jährige Çetin im November 2019 zu seinem A-Länderspieldebüt, indem er für Merih Demiral eingewechselt wurde.

## Erfolge
- Gençlerbirliği Ankara
  - Aufstieg in die Süper Lig und Vizemeister der TFF 1. Lig: 2018/19